# Дрімлюга пакистанський
Дрімлюга пакистанський (Caprimulgus mahrattensis) — вид дрімлюгоподібних птахів родини дрімлюгових (Caprimulgidae). Мешкає в Південній Азії.

## Опис

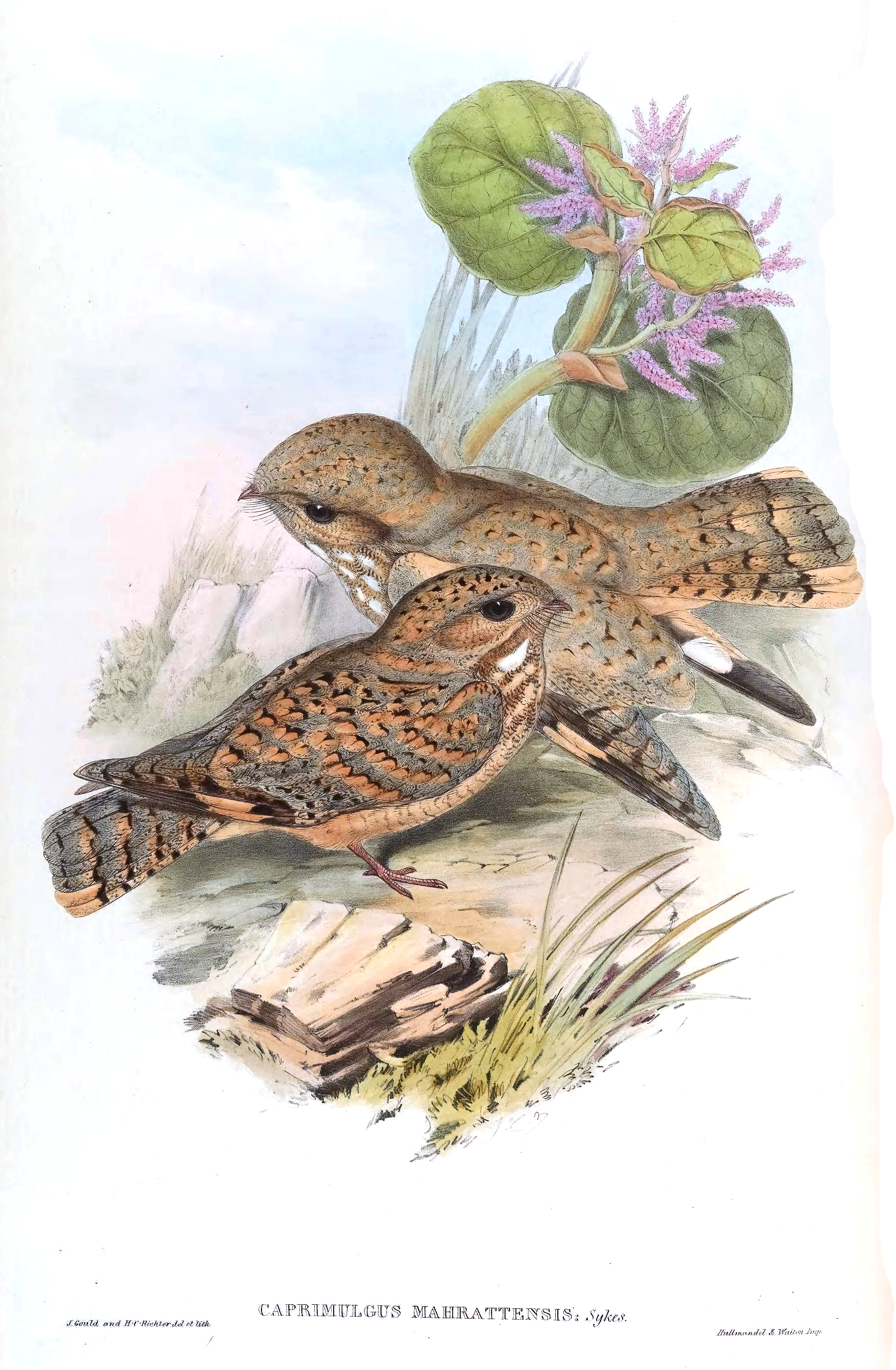
Пакистанські дрімлюги

Довжина птаха становить 22-24 см, самці важать 58 г, самиці 56 г. Статевий диморфізм слабо виражений. Верхня частина тіла піщано-сіра, легко поцяткована чорнувато-бурими і світло-коричневими плямками. Верхня частина голови і плечі поцятковані темними смужками, на шиї охрсті плмки формують нечіткий "комірець". У самців на махових перах помітні білі плями, у самиць вони охристі. У самців два крайніх стернових пера на кінці білі. Крик самця пронизливий, низький, схожий на нявчання: "чаак-чаак". Його можна почути на світанку і у присмерках, коли самець співає в польоті або з землі.

## Поширення і екологія
Пакистанські дрімлюги гніздяться в Пакистані, на півдні Афганістану, на південному сході Ірану та на заході Індії. Взимку частина популяцій мігрує до західної і центральної Індії. Бродячі птахи спостерігалися в ОАЕ. Пакистанські дрімлюги живуть в напівпустелях і в сухих чагарникових заростях, на висоті до 500 м над рівнем моря. Живляться комахами, яких ловлять в польоті. Сезон розмноження триває з березня по травень.